# Adele Goldberg
Adele Golberg (Cleveland, Ohio, 7 de julio de 1945) es una empresaria e informática que participó en el desarrollo del lenguaje de programación Smalltalk-80 y tuvo varias aportaciones en la programación orientada a objetos.

## Estudios
Se graduó de la Universidad de Míchigan como matemática y después consiguió un doctorado en informática en 1973 en la Universidad de Chicago. También trabajó como investigadora para la Universidad de Stanford, en donde también estuvo trabajando en su tesis doctoral titulada “La instrucción asistida por computadora: la aplicación del  análisis de la respuesta adaptativa demostrado por teorema” en Stanford En 1998 recibió un doctor honoris causa de la Universidad Abierta del Reino Unido por sus contribuciones en las ciencias de la computación; en 2014 recibió un título honorífico en Ciencias por la Universidad de Míchigan

## Trabajo en informática
En 1973 empieza a trabajar como investigadora para el Centro de Investigación Xerox en Palo Alto, California (PARC en inglés), en donde formó parte de un equipo en el desarrollo del lenguaje de programación Smalltalk. Varios de los conceptos desarrollados por ella y su equipo, entre los que se encontraba Alan Kay, se ocuparon en los patrones de diseños usados en software de diseño, remplazando el sistema linear que se usaba antes Smalltalk se usó como prototipo de la interfaz WIMP (ventanas, iconos, menús y  apuntadores), los inicios para las interfaces gráficas modernas. En 1979 se volvió mánager del Laboratorio de Sistemas de Concepto.

## Empresaria
Deja PARC en 1988 para fundar ParcPlace Systems en un intento por promover Smalltalk; la empresa se dedicó a crear herramientas para aplicaciones basadas en ese programa. Fue presidenta y jefe ejecutiva de la mesa directiva hasta 1992, cuando William P. Lyons toma su lugar y ella queda como presidenta de la junta hasta 1995 cuando ParcPlace se unifica con Digitalk y decide que dejará la compañía
En 2006 funda Neometron, compañía que trabaja de consultoría, desarrolla tecnología y brinda apoyo Intranet para compañías autogestionadas. Ha trabajado con Celtic Pharma, Agile Mind. Ha sido director de  Neometron desde enero del 2006 y directora de Vertro desde agosto también del 2006.
Es tutora en el instituto de investigación ViewPoints y miembro de SF Exploratorium

## Publicaciones
- Smalltalk-80: el lenguaje y su implementación con coautoría de David Robson
- Smalltalk-80: el lenguaje, con David Robson[11]
- Smalltalk-80: El ambiente interactivo de la programación

## Premios
- 1984 presidenta de la asociación de Sistemas de Software, hasta 1986
- 1987 Premio al Programa informático por la Asociación de los Sistemas Informático junto con Alan Kay y Dan Ingalls
- 1990 Premio Lifetime Achievement de la PC Magazine
- 1994 Forma parte de la Asociación para la Maquinaria Computacional
- 1995 Premio Howard Vollum del Colegio Reed por sus contribuciones a la ciencia y tecnología
- 2002 Premio de Excelencia en Programación por la revista del Dr. Dobb's Journal
- 2010 Women In Technology International incluyó a Goldbert en su salón de la fama[12]
- 2012 Premio al logro Alumni Professional de la Universidad de Chicago[13]